# Roland Gaillac
Roland Gaillac es un deportista francés que compitió en remo. Ganó dos medallas de bronce en el Campeonato Mundial de Remo, en los años 1989 y 1991.

## Palmarés internacional
| Campeonato Mundial | Campeonato Mundial | Campeonato Mundial | Campeonato Mundial  |
| Año                | Lugar              | Medalla            | Prueba              |
| ------------------ | ------------------ | ------------------ | ------------------- |
| 1989               | Bled (Yugoslavia)  | Medalla de bronce  | Cuatro scull ligero |
| 1991               | Viena (Austria)    | Medalla de bronce  | Cuatro scull ligero |